# 新世纪广场 (南京)
新世纪广场（英語：New Century Plaza）是中国南京的两座大楼，由新加坡泛亚集团开发。

## A座
新世纪广场A座（英語：New Century Plaza Tower A）实际高度232.2米，连主天线高度255.2米，共52层。建成时为当时江苏省最高建筑。